# Nesiotizetes adamsoni
Nesiotizetes adamsoni är en kvalsterart som beskrevs av Arthur P. Jacot 1934. Nesiotizetes adamsoni ingår i släktet Nesiotizetes och familjen Mochlozetidae. Inga underarter finns listade i Catalogue of Life.